# 雨豆樹
雨豆樹（學名：Samanea saman），原產地為熱帶美洲，西印度。它是含羞草科、落葉喬木，其樹冠呈傘形，為優雅之庭園綠蔭樹、行道樹。

## 特徵
大喬木，株高樹高10-25公尺，分枝低，樹冠橫向擴展極大，可達15公尺；樹皮有剝落木栓層，灰褐色；幼嫩部分被黄色短绒毛。
二回羽狀複葉，互生，总叶柄长15-40公分；羽片4-6對，長15公分；小葉2-8對，斜長圓形，靠近基部者較小，長2-4.5公分，寬1-1.8公分，表面滑澤，背有絨毛，斜形，卵狀長橢圓形或略圓形。羽片及叶片间常有腺体。冬季時會大量落葉。
兩性花，花形小；頭狀花序，總梗長10-12.5公分，花冠淡粉紅色，長1.7公分，被絲狀長絨毛，花瓣鑷合狀排列，花萼長0.6公分。；雄蕊單體，20枚，長5公分，深紅色，基部合生甚短，花葯2室，直裂，具腺冠，春天開花；子房上位。花葯頂端具一脫落性腺體，稱為「腺冠」。
木質莢果扁平或略圓柱形，長15-20公分，寬1.7-2.5公分，直或稍弯，堅硬，不開裂，種子間有隔膜。果莢肉質綠色，成熟時變為木質黑色。種子6~10粒，棕色，不規則形，直徑約1公分，埋于果瓤中。

## 分布范围
原产于拉丁美洲，广泛种植于全世界热带地区。

## 利用
木材可用於雕刻和製作家具。果實可泡茶。

## 圖集

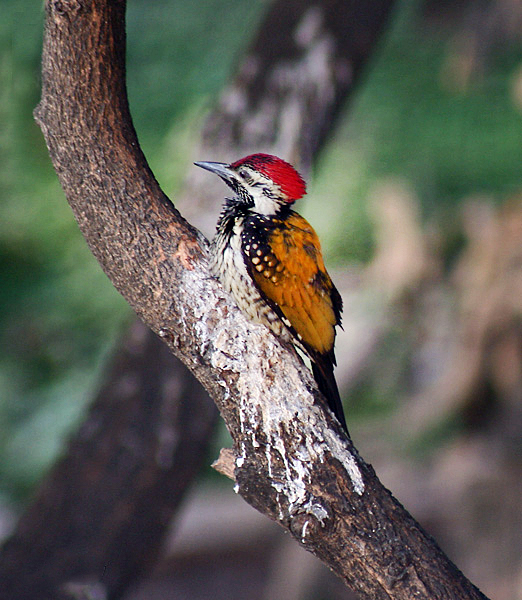
雨豆樹上的黑腰啄木鳥
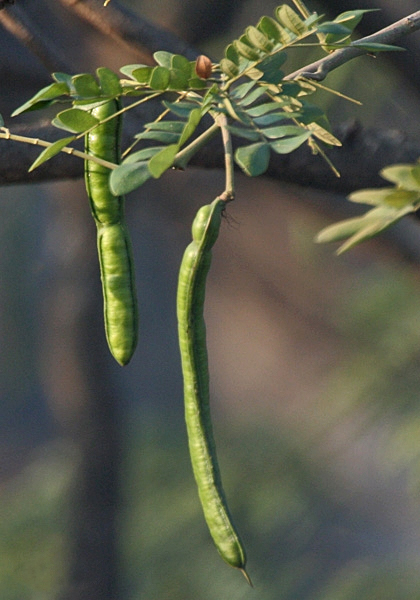
木質莢果
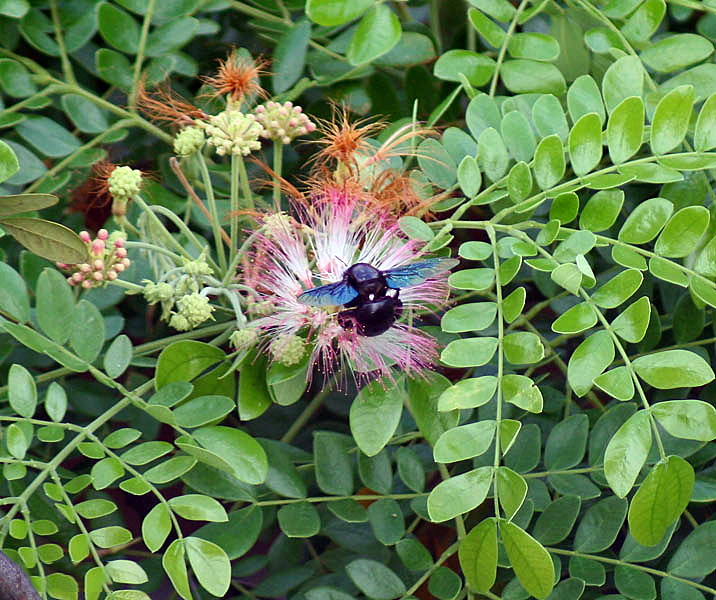
雨豆樹的花
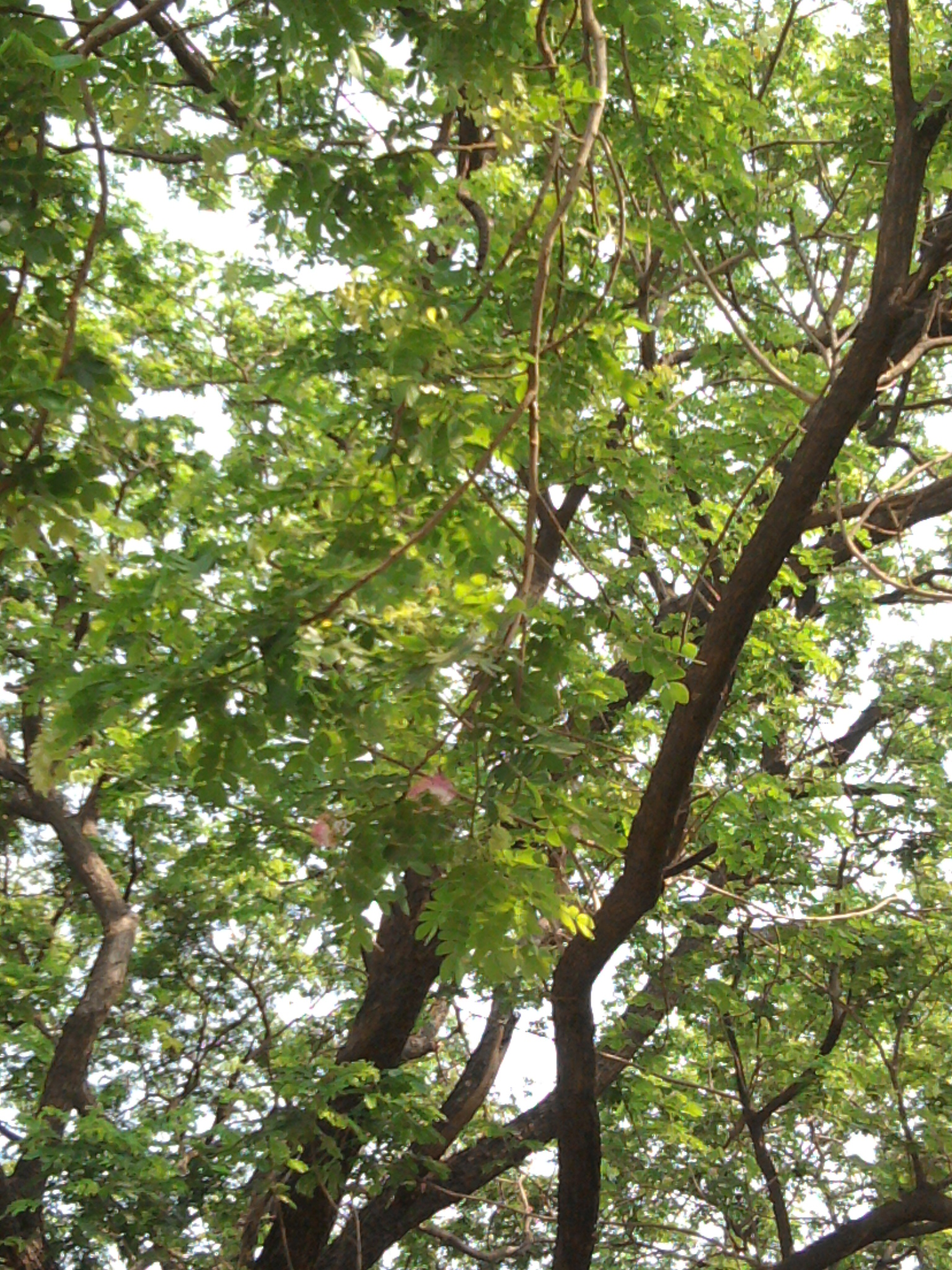
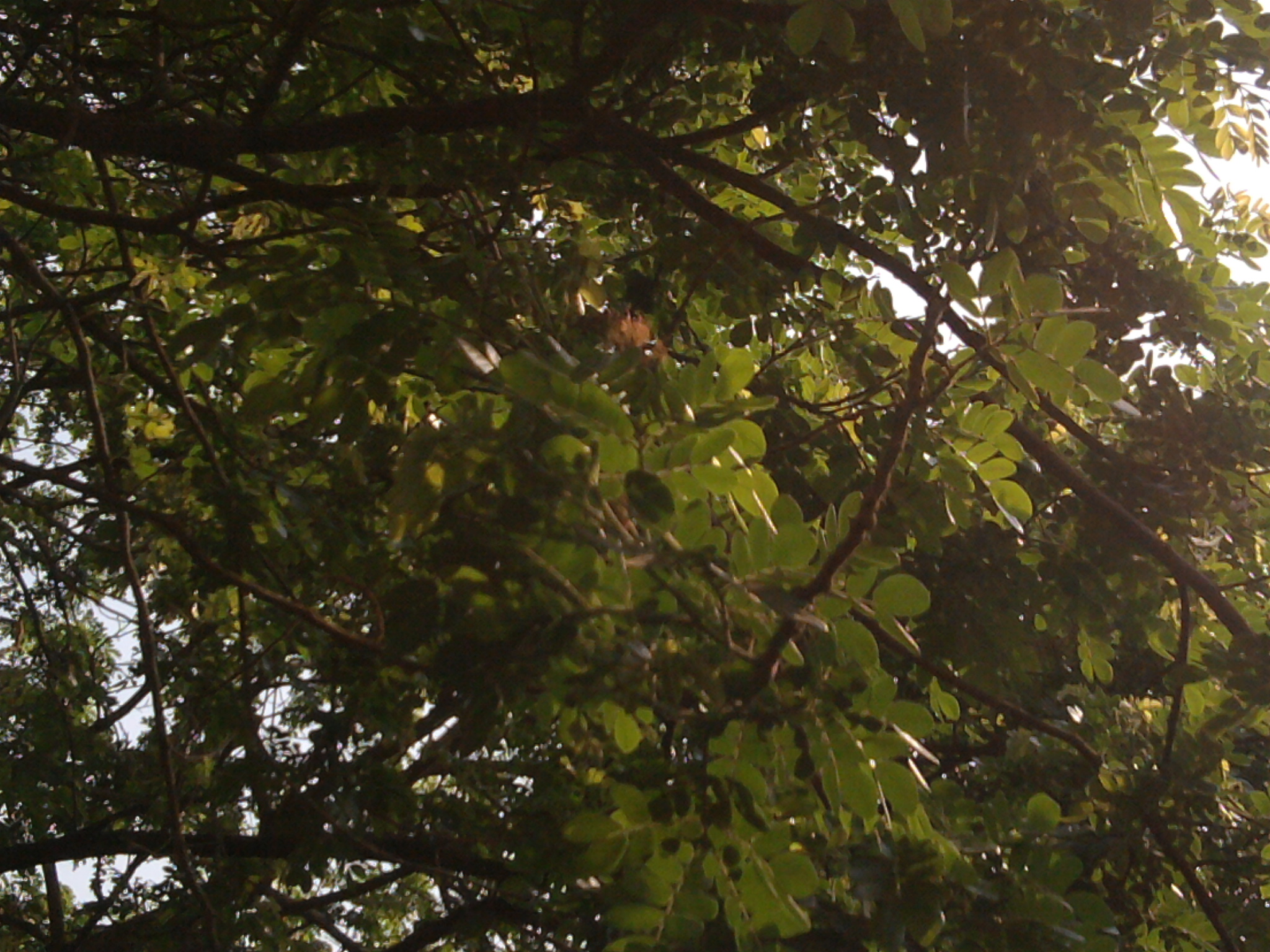
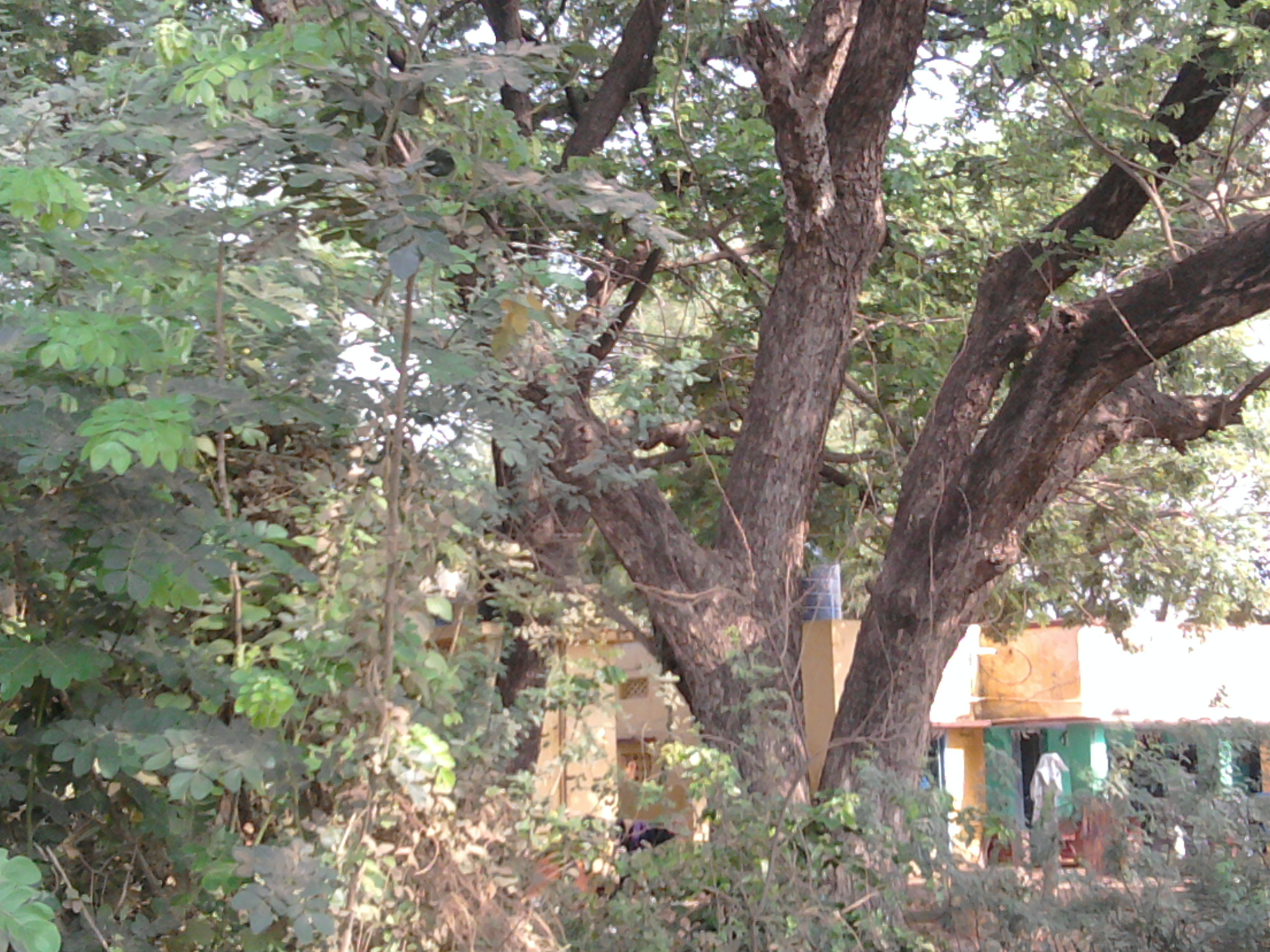
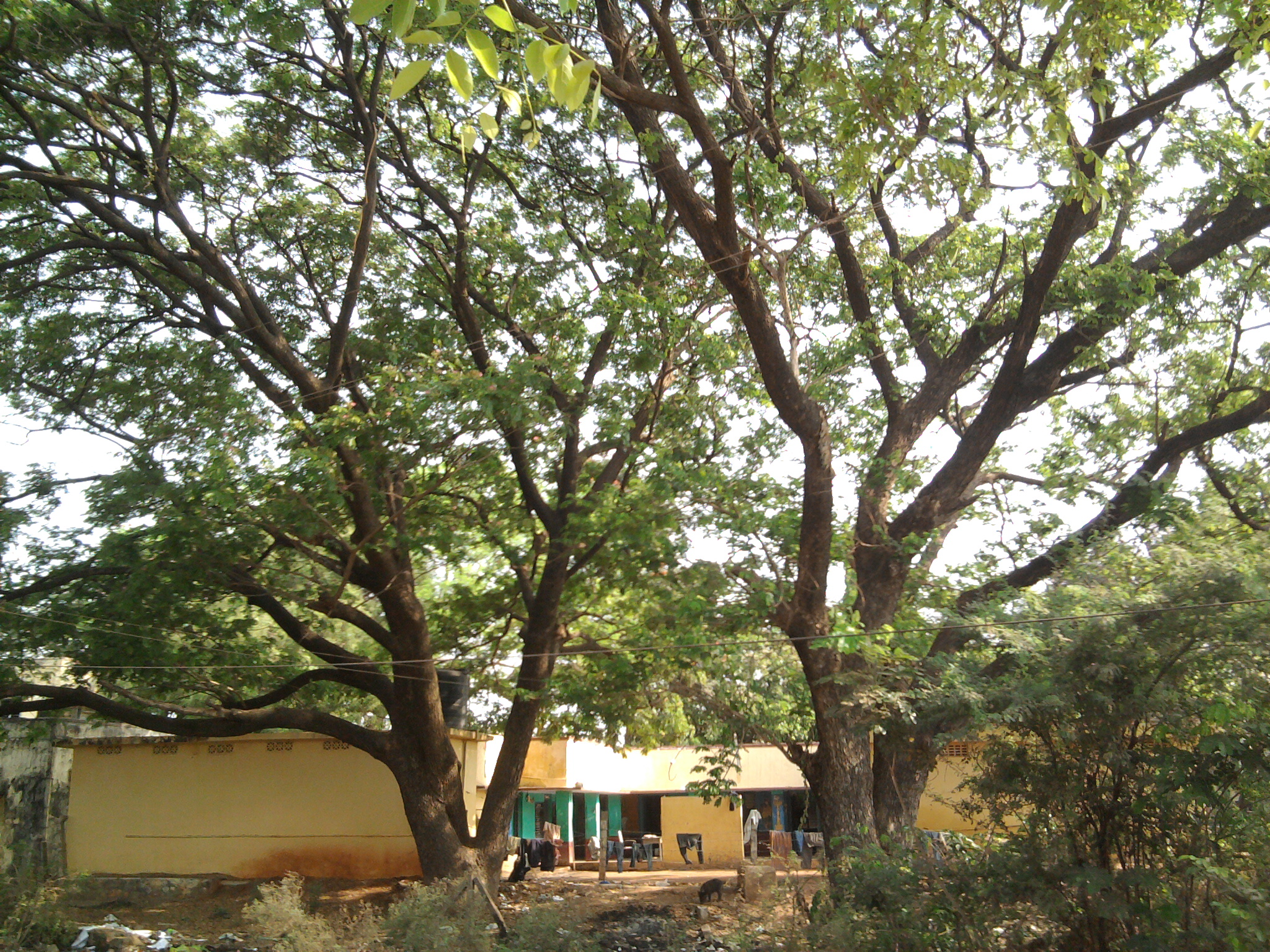
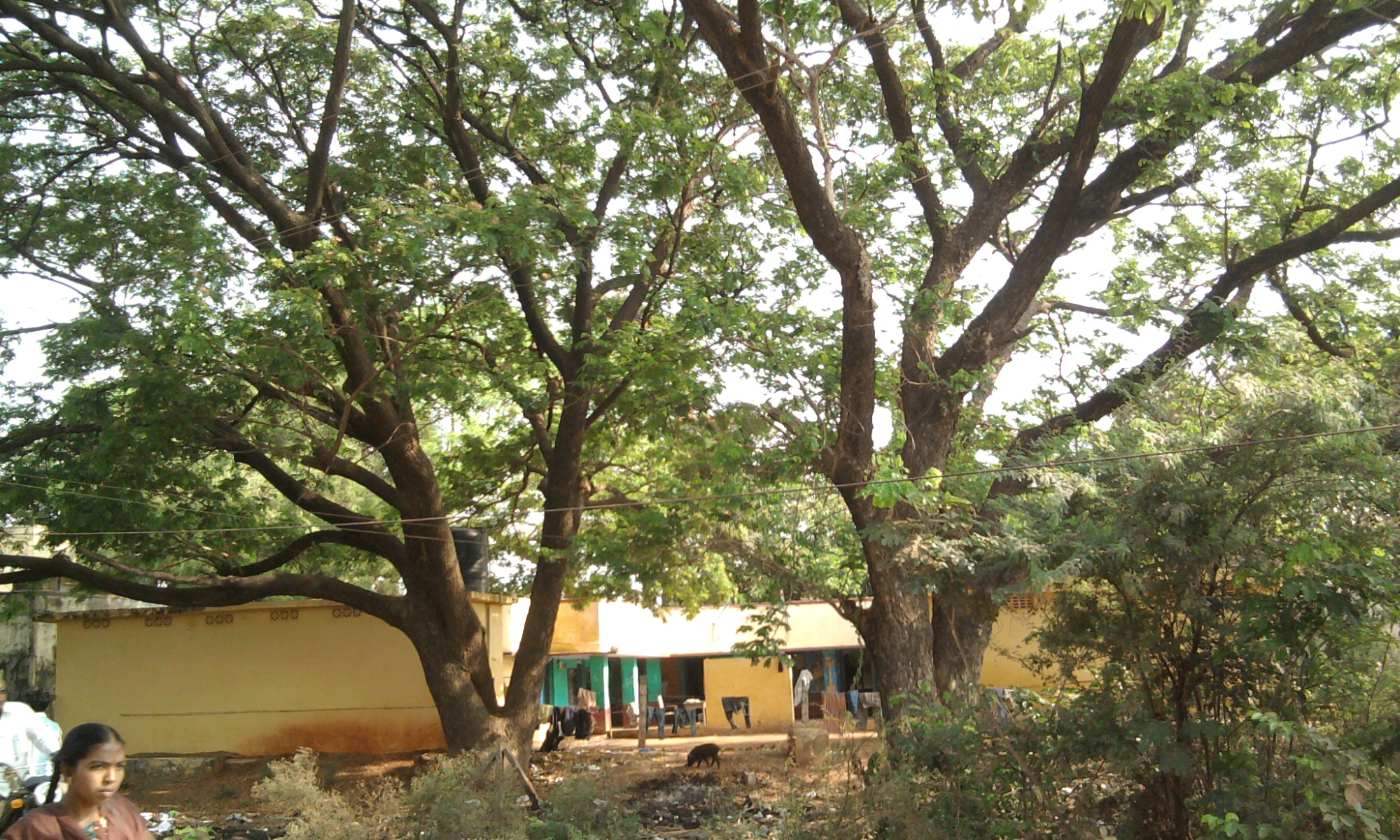
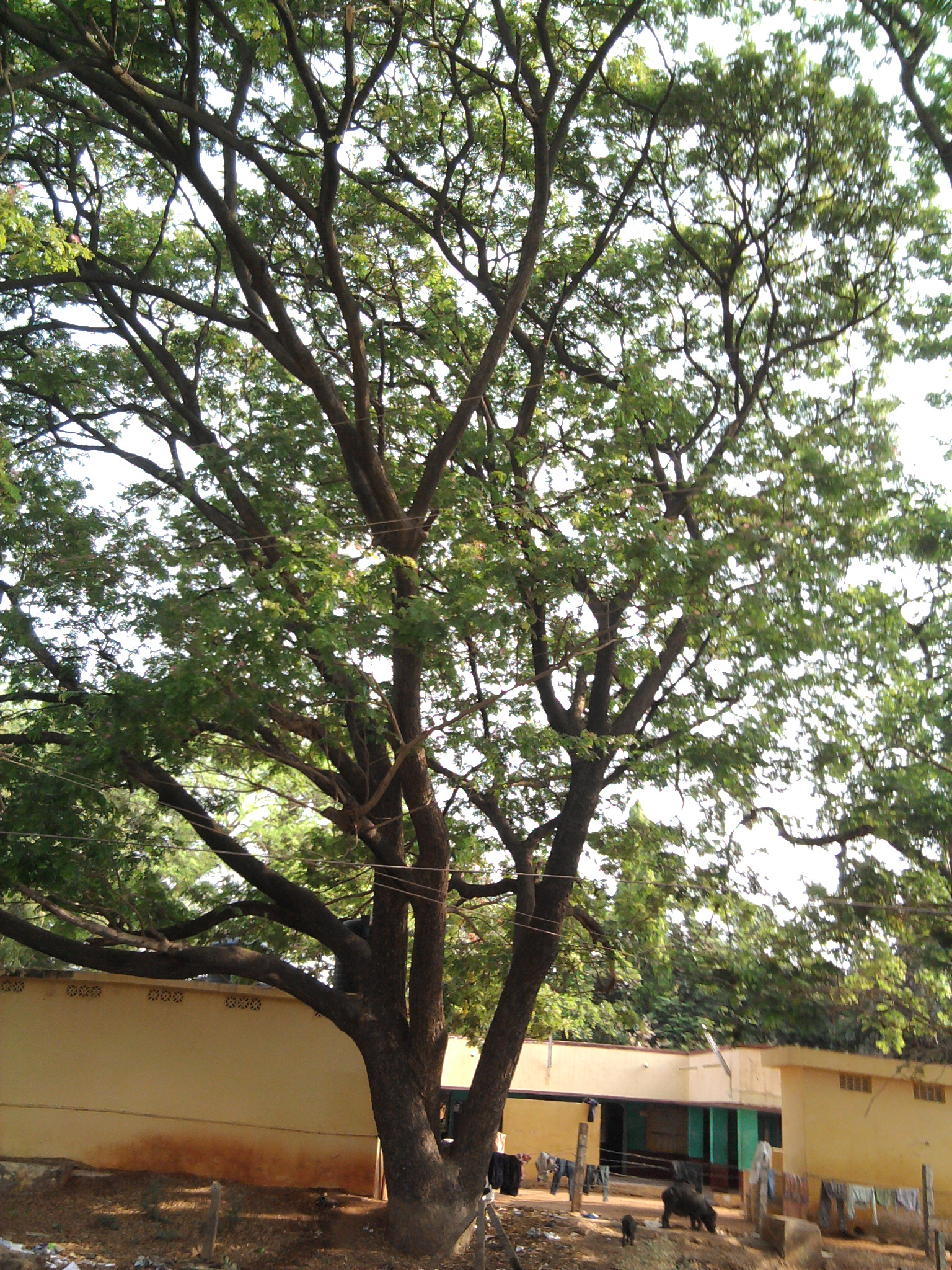
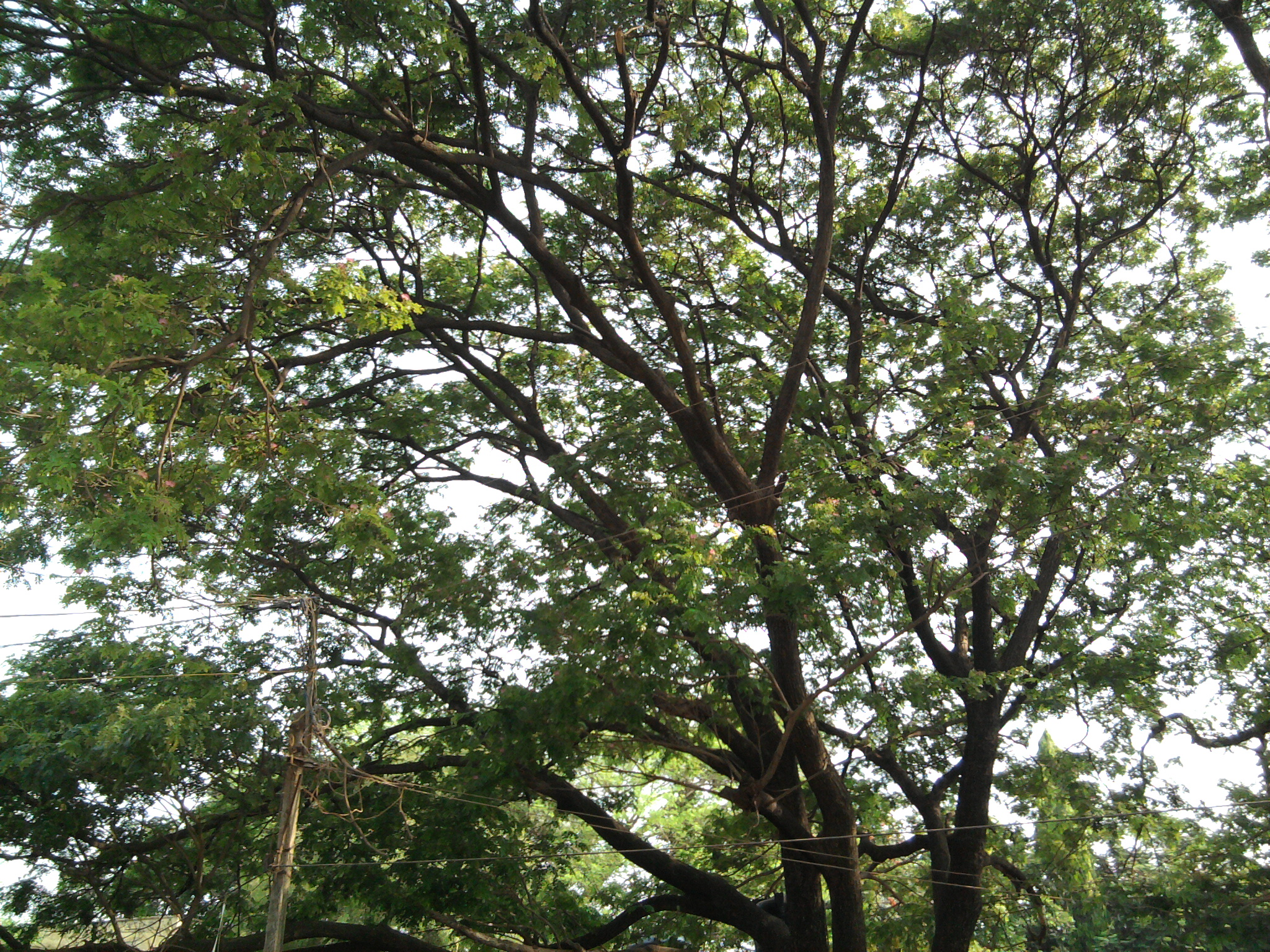
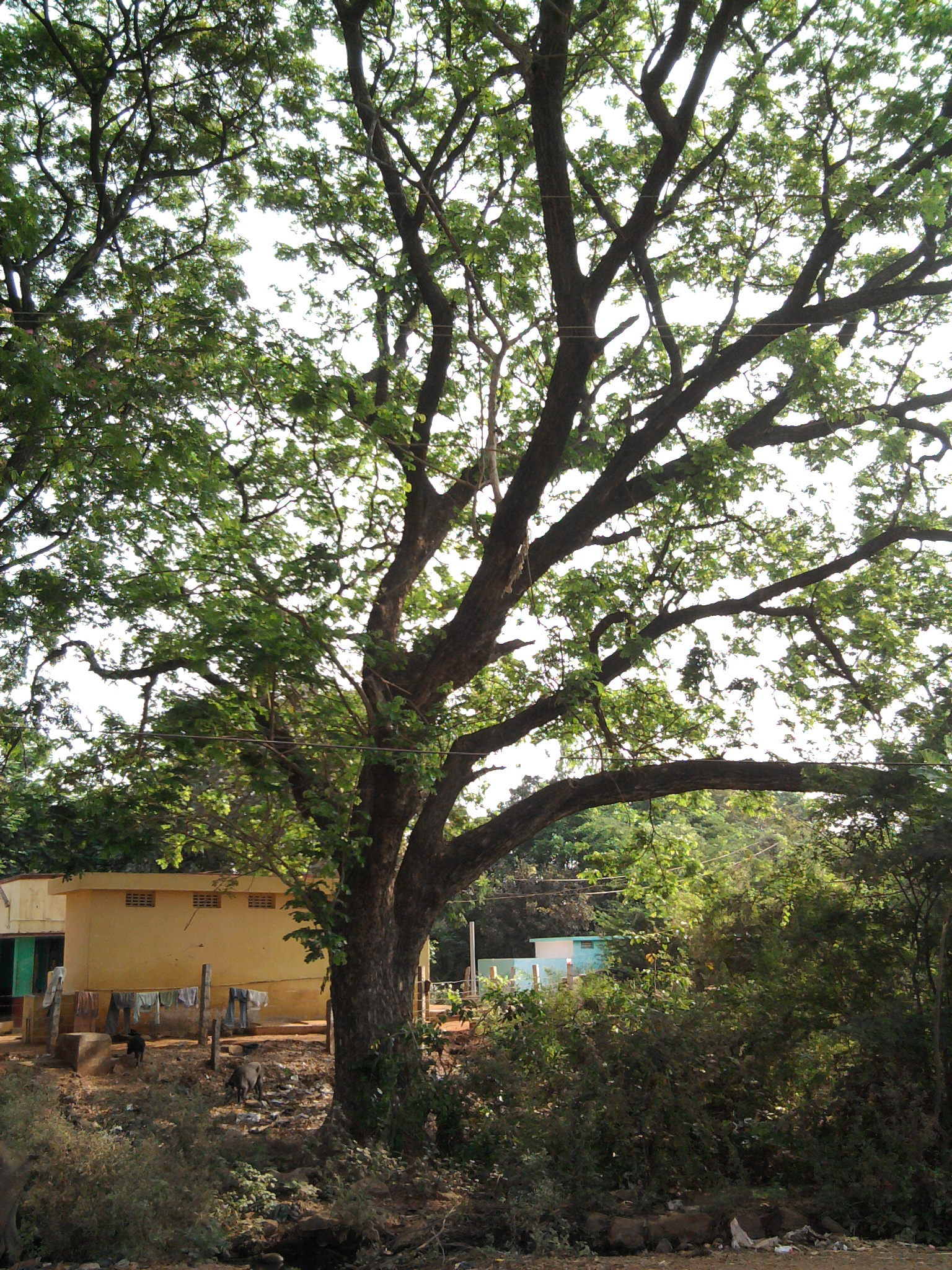
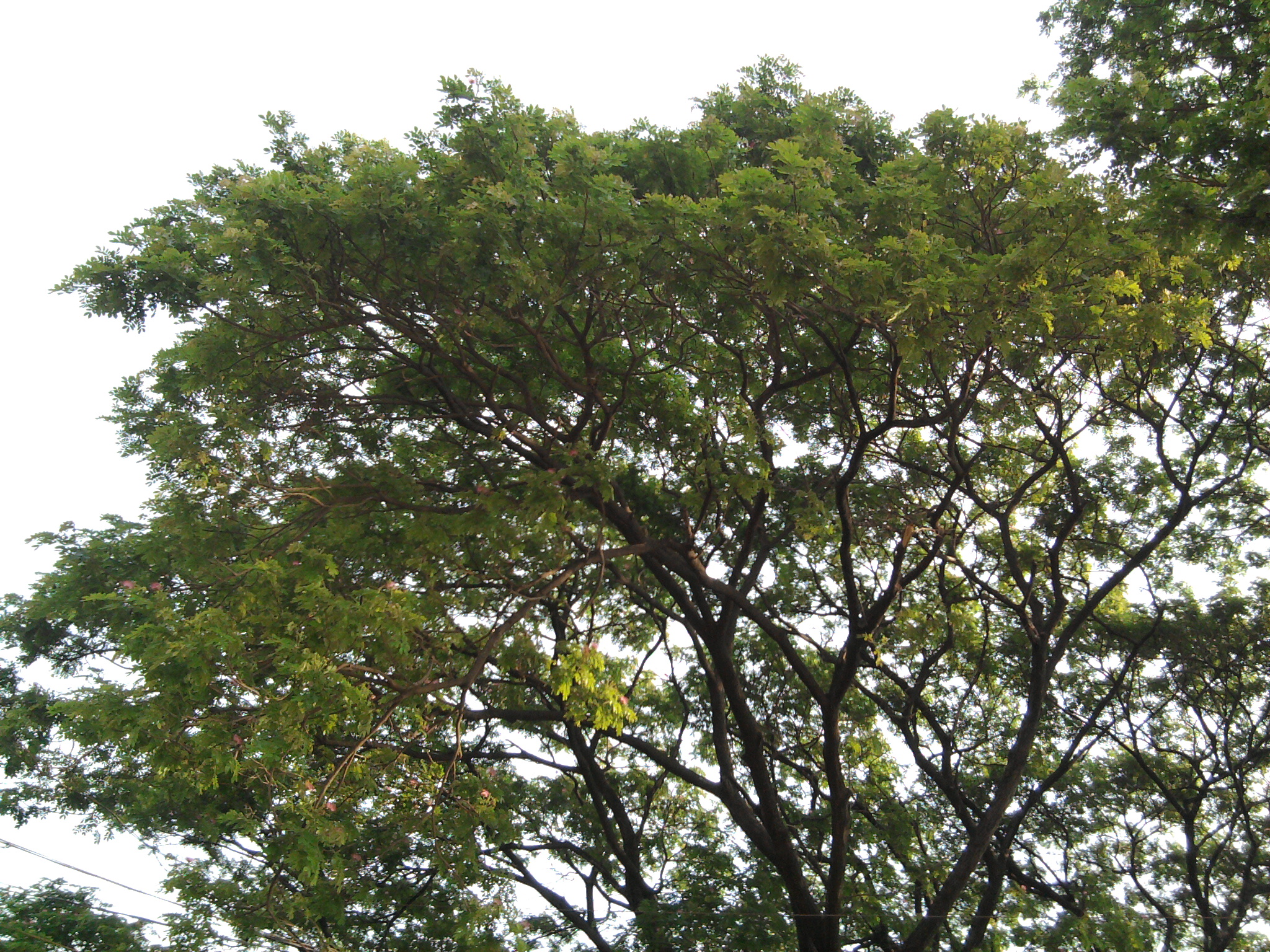
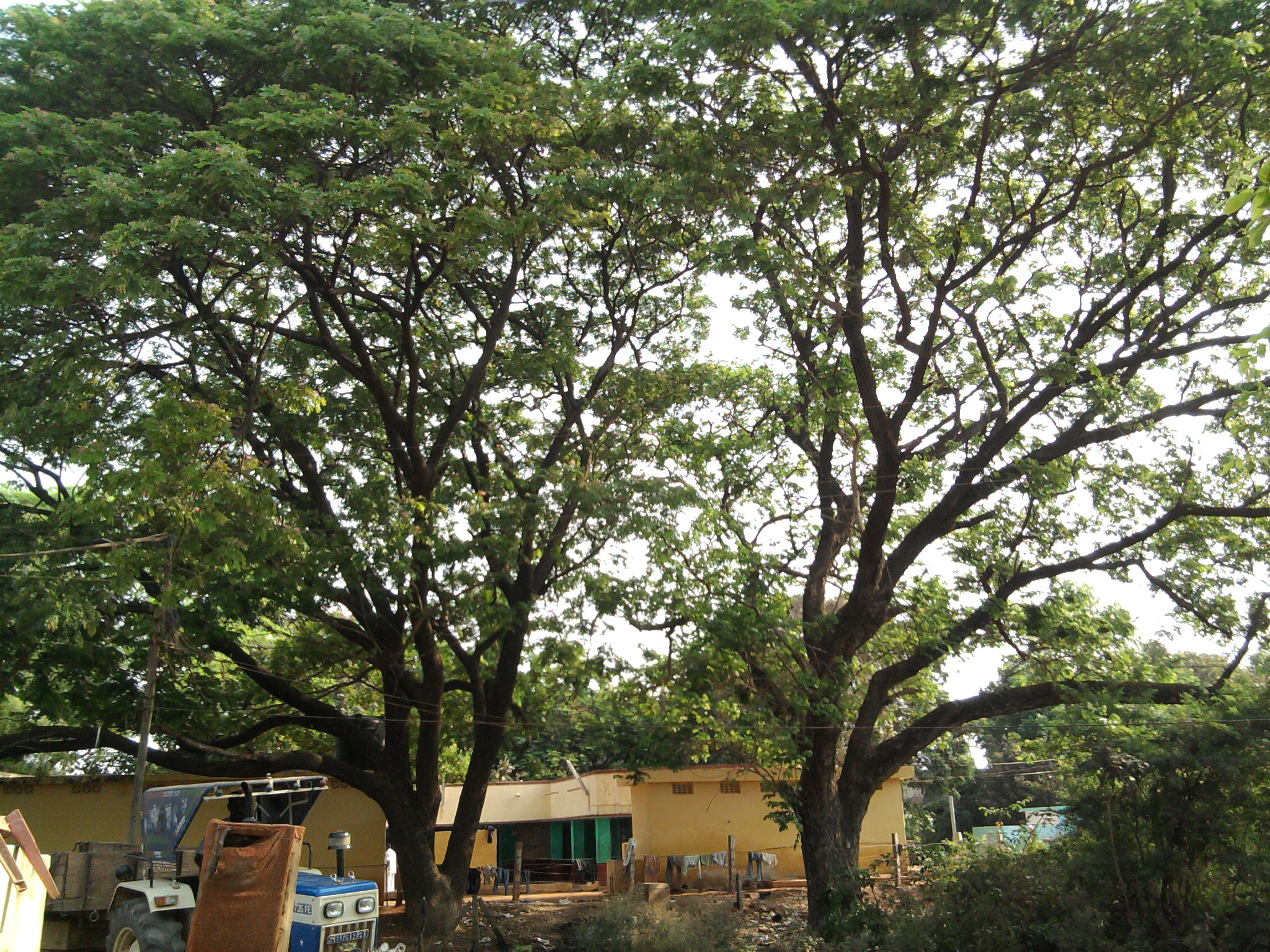
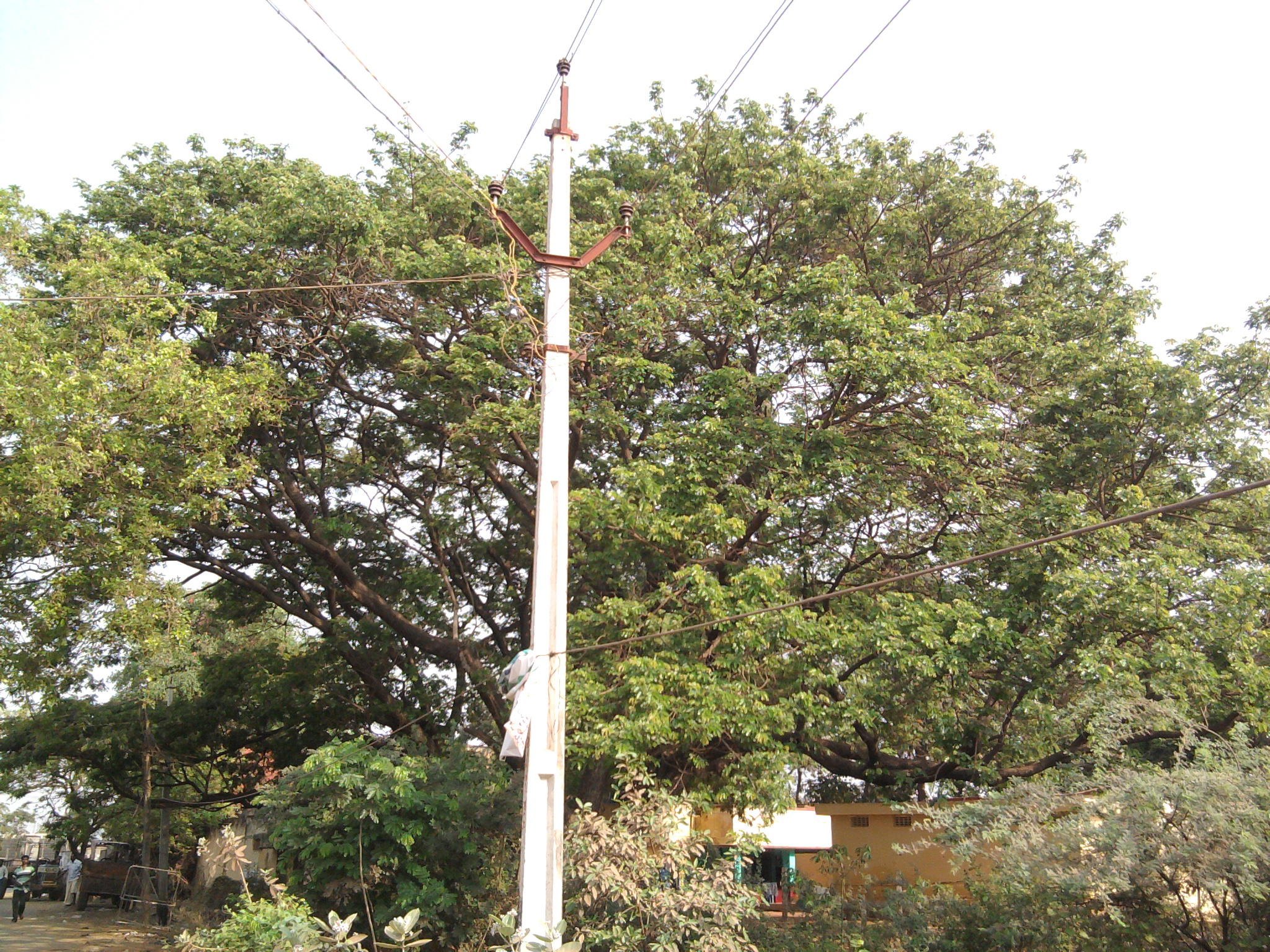
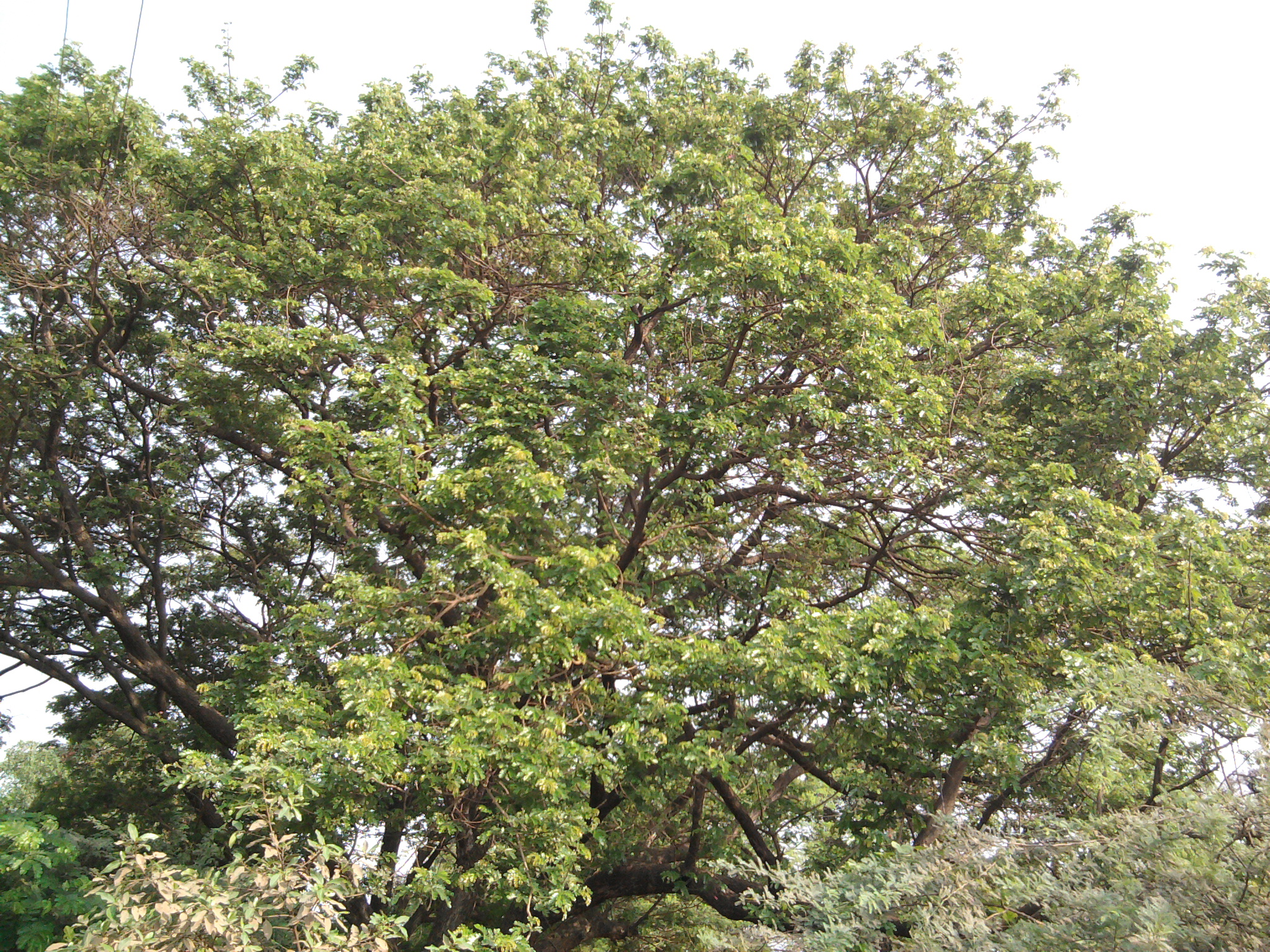
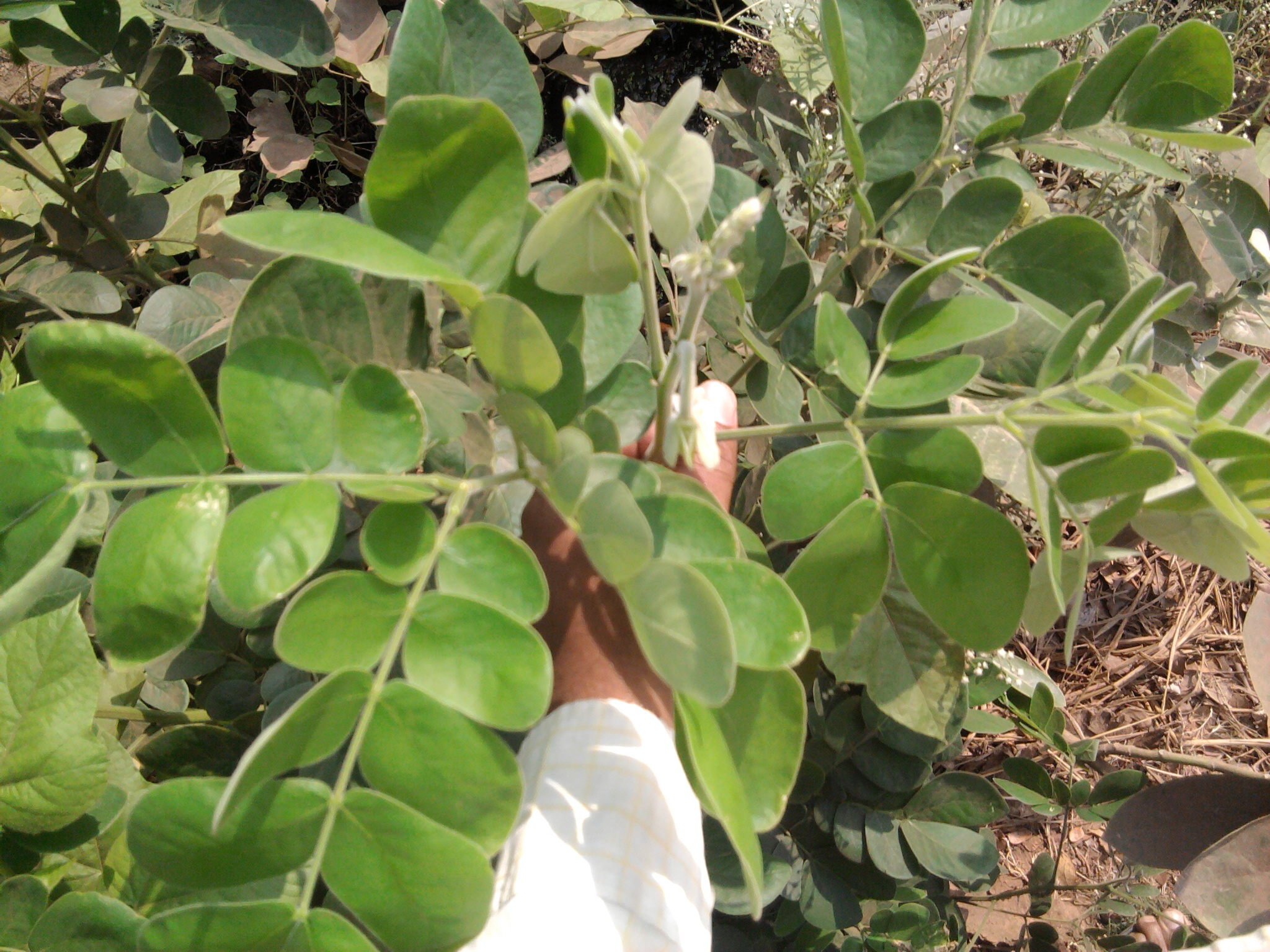
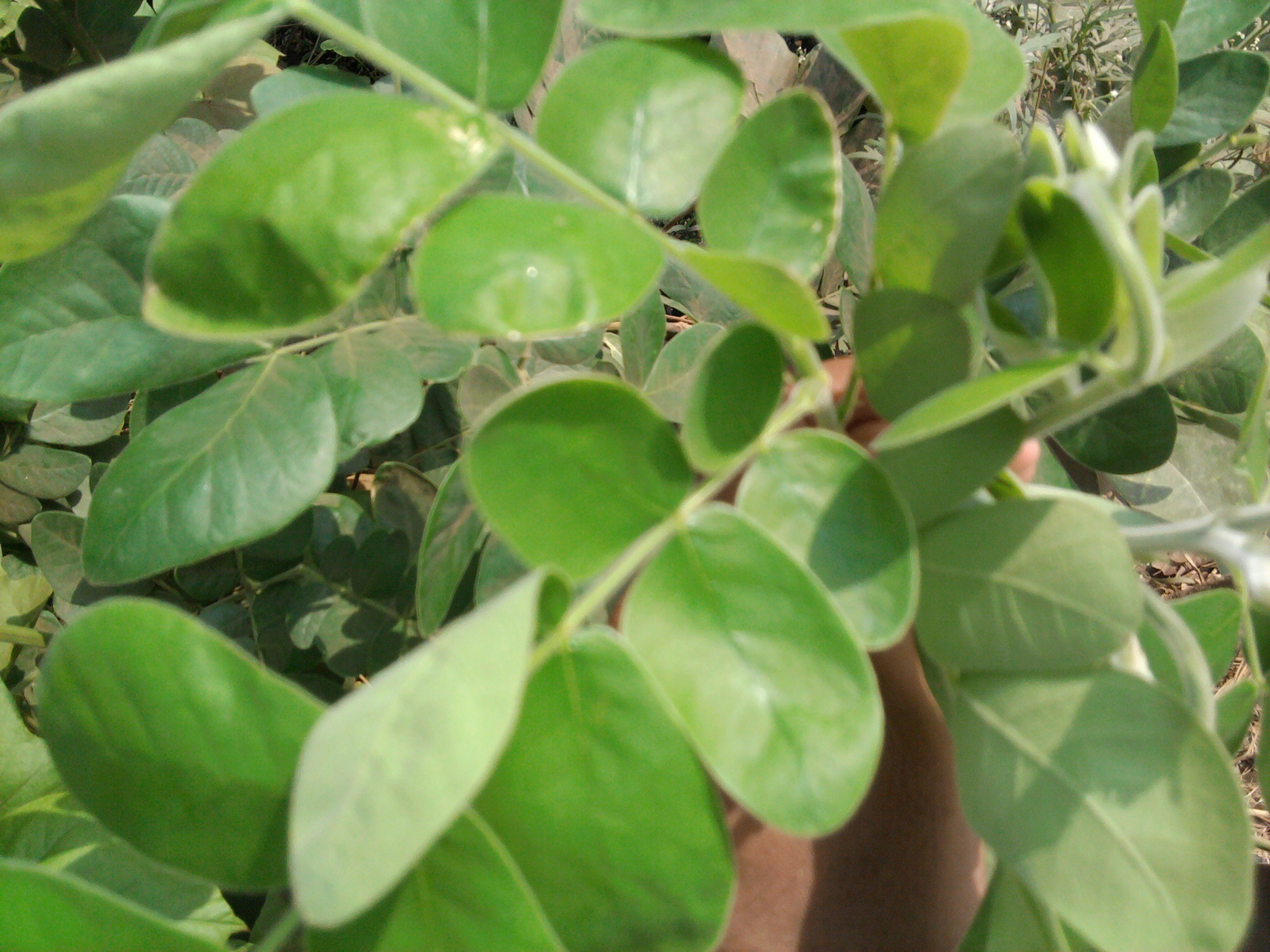
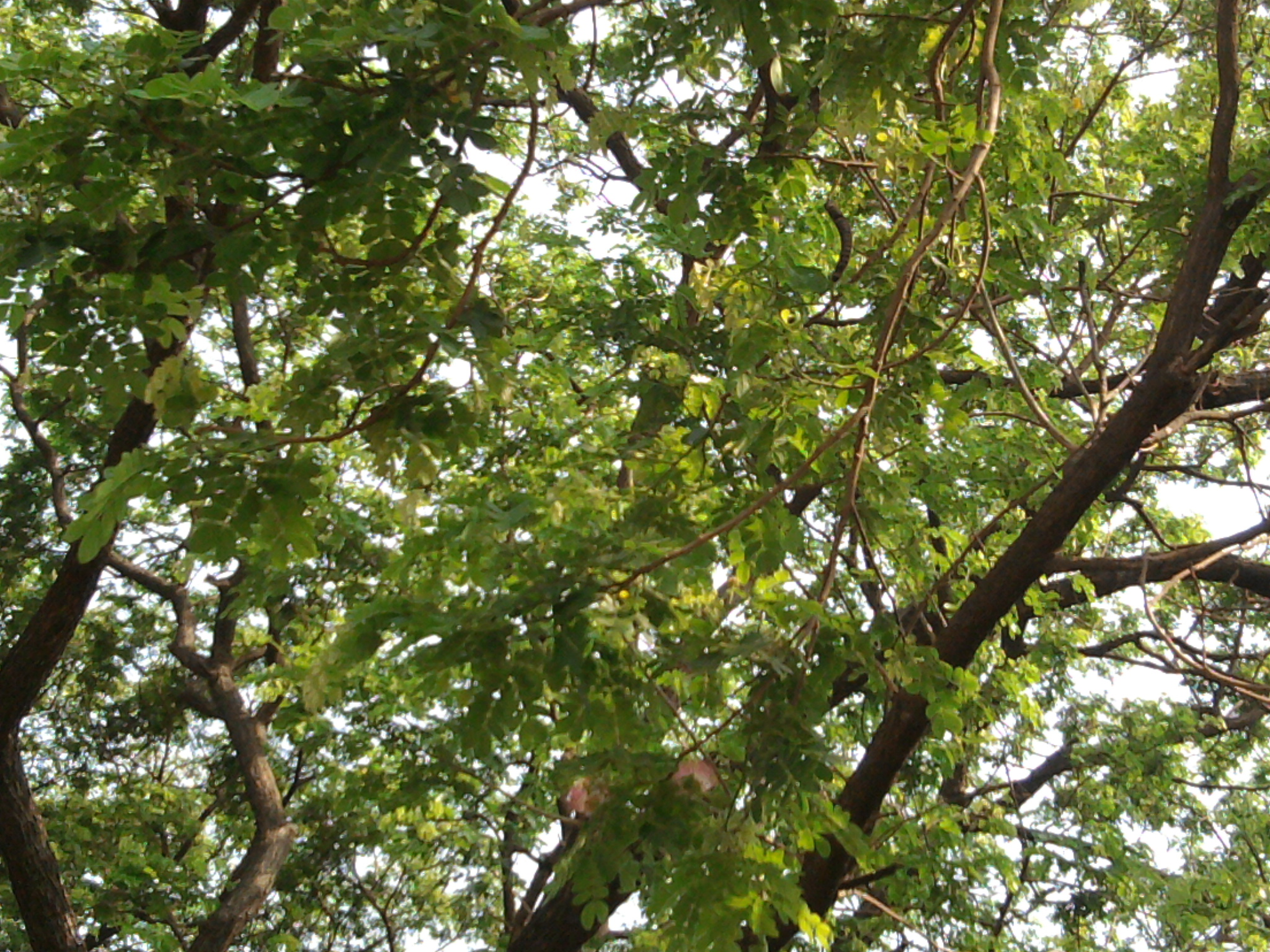
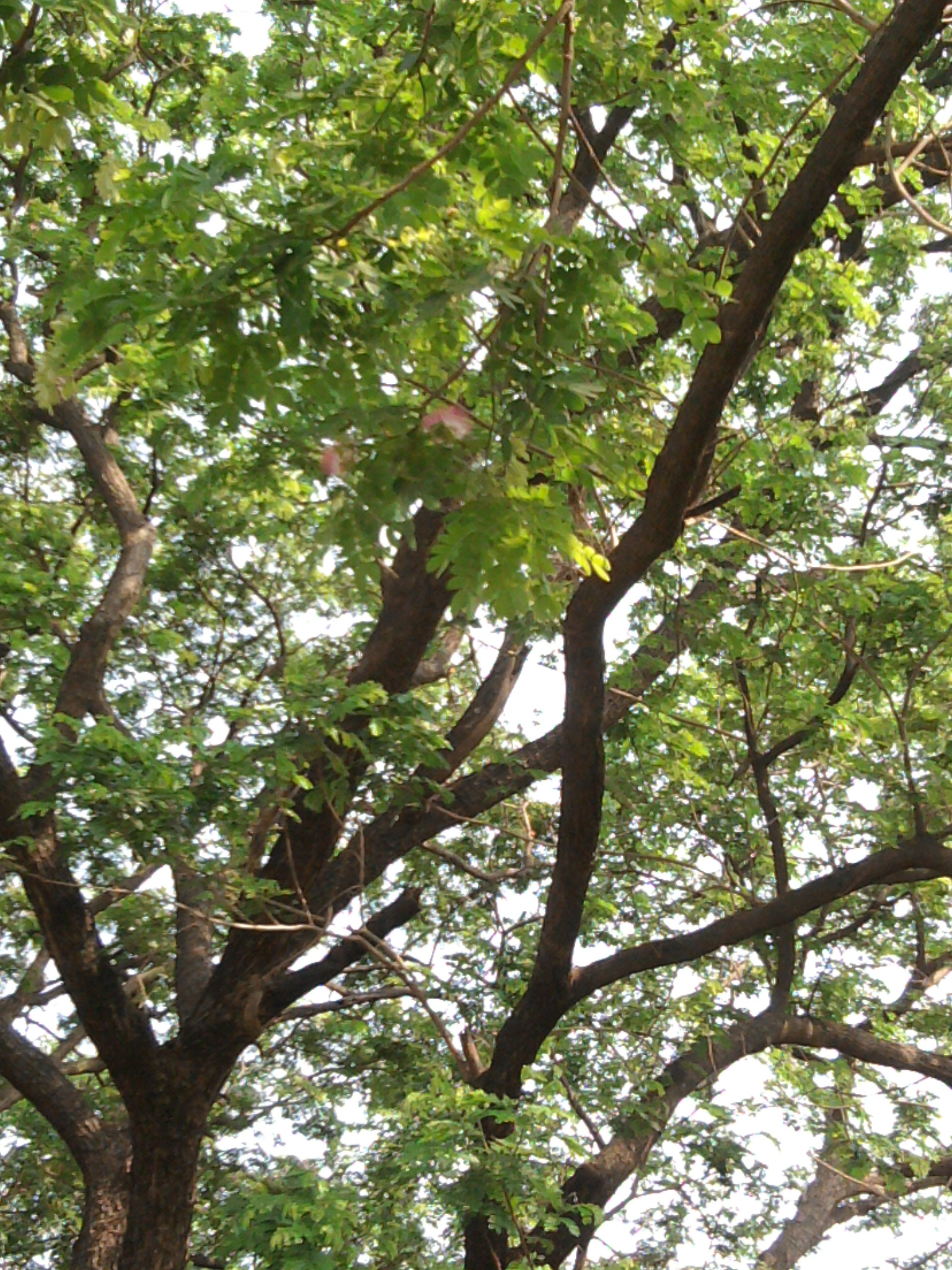
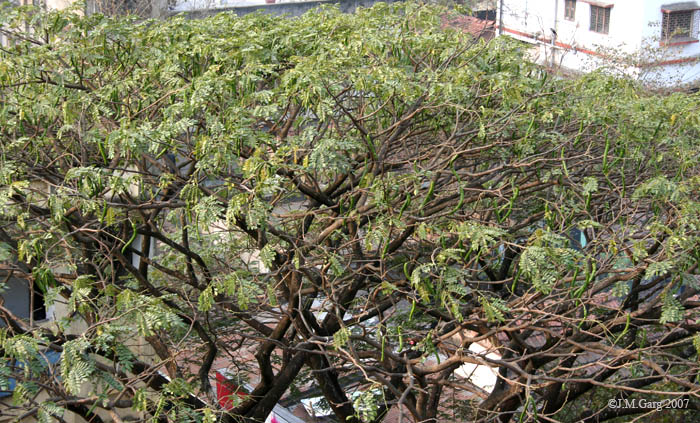
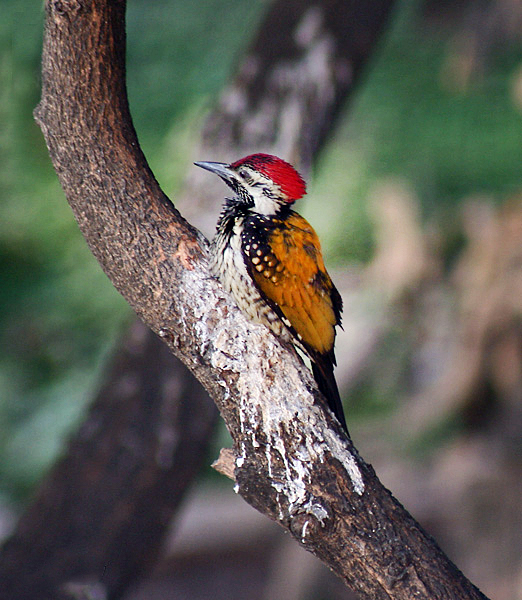
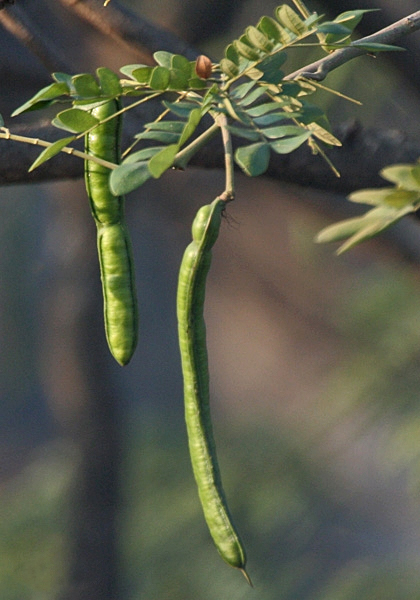
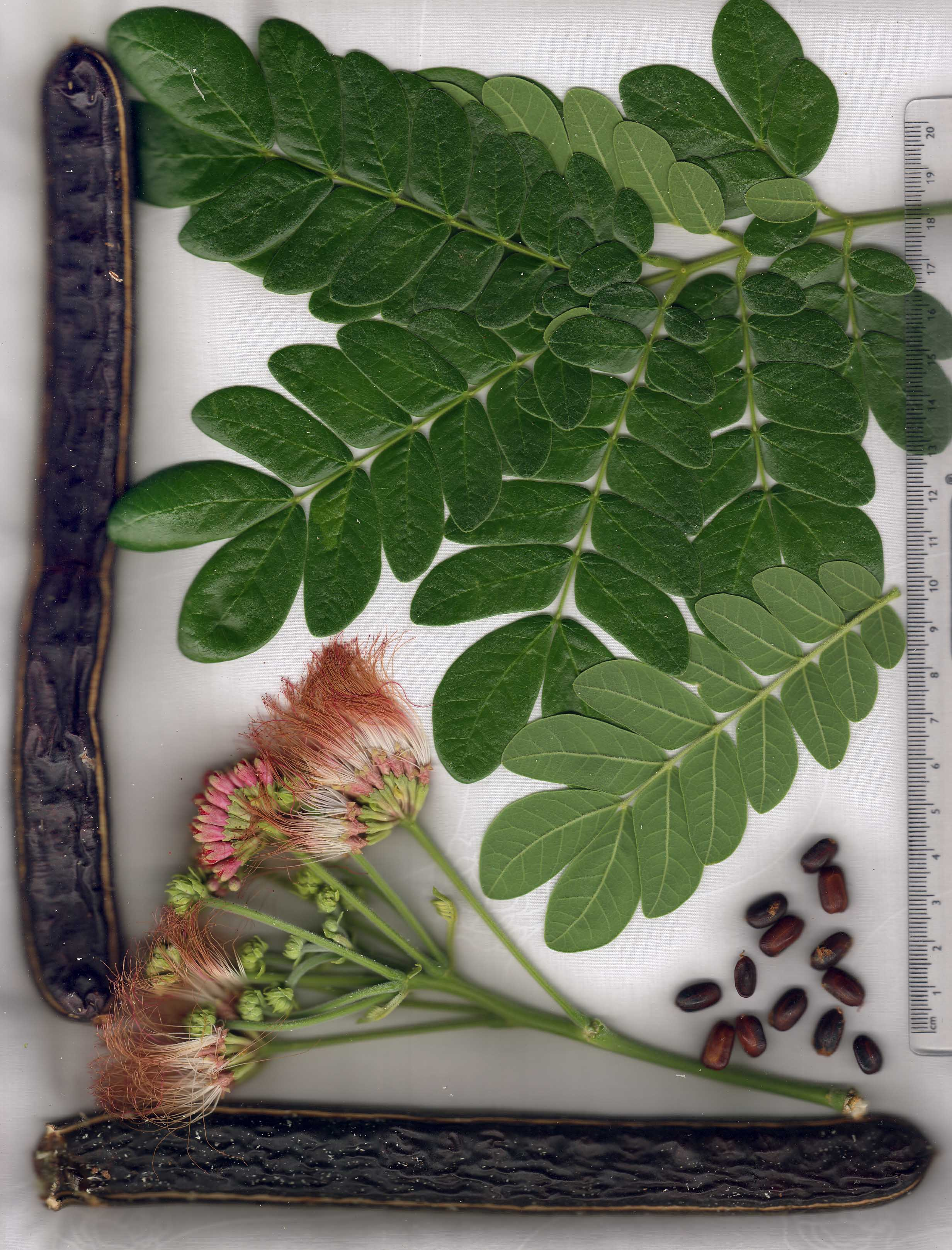
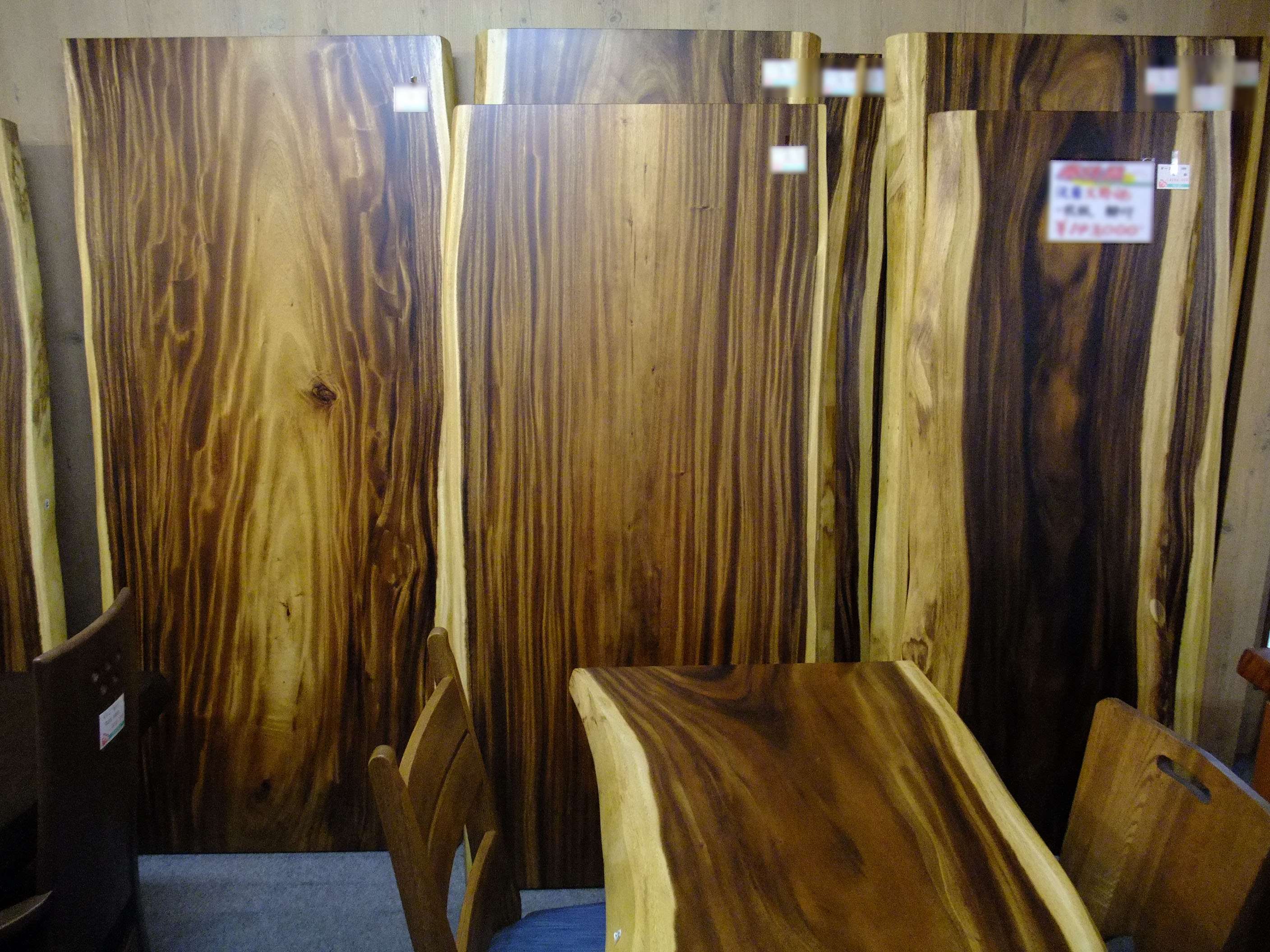

## 外部連結
- Hawaiian Ecosystems at Risk Project page for Samanea saman （页面存档备份，存于）
- Reference for Telugu word Nidra Ganneru